# Velika avantura
Velika avantura (francosko La Grande Vadrouille) je francoska filmska komedija iz leta 1966 o posadki RAF letala B-17, ki so jo nad Parizom sestrelili, in je morala med 2. svetovno vojno s pomočjo Francozov najti pot iz zasedene Francije.